# Necepsia zairensis
Necepsia zairensis är en törelväxtart som beskrevs av Bouchat och Jean Joseph Gustave Léonard. Necepsia zairensis ingår i släktet Necepsia och familjen törelväxter.
Artens utbredningsområde är Kongo-Kinshasa.

## Underarter
Arten delas in i följande underarter:
- N. z. lujae
- N. z. zairensis